# گوتنبا، شیزوئوکا
گوتنبا در استان شیزوئوکا در کشور ژاپن واقع شده‌است که دارای جمعیت ۸۸٬۰۷۸ نفر و مساحت ۱۹۴٫۶۳ کیلومتر مربع با تراکم جمعیت ۴۵۳ نفر در کیلومترمربع است و در تاریخ ۱۱ فوریه ۱۹۵۵ به عنوان شهر شناخته شد.